# 우상권 (축구인)
우상권(禹相權, 1926년 2월 2일 ~ 1975년 12월 13일)은 대한민국의 전 축구 선수이자 전 지도자로 포지션은 공격수였으며 1958년 아시안 게임 은메달리스트이다.

## 선수 시절
1954년부터 1964년까지 10년간 대한민국 대표팀 일원으로 활동하며 1954년 FIFA 월드컵에 출전한 뒤 이후 1958년 아시안 게임에서 3골을 기록하며 대한민국의 2회 연속 아시안 게임 은메달 획득에 기여했고 AFC 아시안컵에도 2번 출전하여 4골을 터뜨리면서 2회 연속 우승(1956년, 1960년)에도 크게 기여했다.

## 은퇴 이후
1970년부터 1971년까지 대한민국 대표팀의 코치로 활동했고 이후 한양공업고등학교의 코치로 1975년까지 이끌다가 1975년 12월 13일 지병인 췌장암으로 인해 50세의 나이로 생애를 마감했다.